# Sérgio Ricardo
Sérgio Ricardo wł. João Lutfi (ur. 18 czerwca 1932 w Marílii, zm. 23 lipca 2020 w Rio de Janeiro) – brazylijski reżyser filmowy, muzyk i kompozytor. W latach 1964–1974 wyreżyserował pięć filmów.

## Biografia
Sérgio Ricardo urodził się 18 czerwca 1932 roku w Marília w stanie São Paulo jako João Lutfi, potomek libańskiej rodziny. Rozpoczął naukę gry na fortepianie jako dziecko. Karierę artystyczną rozpoczął w Rádio Cultura de São Vicente w wieku 17 lat jako spiker i technik dźwięku. W 1952 roku przeniósł się do Rio de Janeiro, gdzie zaczął pracować w nocnych klubach jako pianista. W tym czasie pogłębiał swoją wiedzę muzyczną, studiując w National School of Music. Na początku lat 60. brał udział w Muzycznym Ruchu Oporu, promowanym przez Centro Popular de Cultura, National Students Union i pierwszą grupę kompozytorów bossa novy. W tym okresie wydał płyty LP „Não Gosto Mais de Mim” i „A Bossa Romântica by Sérgio Ricardo”. Zrobił kilka koncertów z innymi członkami ruchu, brał nawet udział w słynnym pokazie bossa novy w Carnegie Hall w Nowym Jorku w 1962 roku.
W 1967 roku zwrócił na siebie uwagę biorąc udział w trzecim Festiwalu de Música Popular Brasileira, na którym wykonał przearanżowaną wersję „Beto bom de bola”. Publiczności nie spodobał się fakt, że nie wykonał oryginalnej wersji i wygwizdała go przez cały występ. W pewnym momencie przestał grać, krzyknął „Wygrałeś!”. na publiczność, złamał swoją gitarę akustyczną i rzucił nią w tłum. Następnie został natychmiast zdyskwalifikowany. 
Zmarł 23 lipca 2020 roku, miesiąc po swoich 88. urodzinach, na niewydolność serca. 

## Filmografia
- 1962: Chłopiec w białych spodniach (reżyser)
- 1964: Ten świat jest mój (reżyser)
- 1964: Czarny Bóg, biały diabeł (reżyser, kompozytor)
- 1970: Utracona miłość Julianny (reżyser)
- 1974: Noc stracha na wróble (reżyser)